# Dolichiomicroscelis gracilis
Dolichiomicroscelis gracilis är en skalbaggsart som beskrevs av Louis Albert Péringuey 1902. Dolichiomicroscelis gracilis ingår i släktet Dolichiomicroscelis och familjen Melolonthidae. Inga underarter finns listade i Catalogue of Life.